# 檬果平粉介殼蟲
檬果平粉介殼蟲（学名：Rastrococcus mangiferae）为粉介殼蟲科平粉介殼蟲屬下的一个种。